# Гама, Сара
Сара Гама (итал. Sara Gama; род. 27 марта 1989, Триест) — итальянская футболистка конголезского происхождения, защитник команды «Ювентус» и женской сборной Италии.

## Семья
Отец — выходец из Конго, мать — итальянка из Триеста.

## Карьера

### Клубная
Воспитанница школы клуба «Таваньякко», за три года выступлений провела 52 игры и забила 4 гола. В составе «жёлто-синих» завоёвывала бронзовые медали чемпионата Италии сезона 2008/2009 и доходила до четвертьфинала Кубка Италии. С 2009 по 2012 годы выступала за команду «Кьязиеллис», в составе которой провела 50 игр и забила два гола. Однако в третьем сезоне в одном из матчей Сара получила серьёзную травму, вследствие чего пропустила почти весь сезон, сыграв только 7 матчей из 26. В сезоне 2009/2010 она дошла с командой до полуфинала Кубка Италии, а в чемпионате добралась лишь до 7-го места. В 2010 году она на правах аренды выступала за американский клуб «Пали Блюз».
18 июля 2012 года Сара приняла предложение команды «Брешия» и перешла в состав «ласточек». Итогом сезона 2012/2013 стало 3-е место в чемпионате Италии, 25 игр (из них 22 в стартовом составе) и три гола. 18 августа 2013 года она переехала во Францию, подписав контракт с женским клубом ПСЖ из Первого дивизиона. В сезоне 2013/2014 в команде Фарида Бенстити Сара провела три матча, дебютировав против клуба «Изёр Алье Оверн» 1 сентября (победа 2:0). Дальнейшему участию помешала очередная серьёзная травма. После окончания сезона 2014/2015 она вернулась в «Брешию».

### В сборной
Гама привлекалась к играм молодёжной сборной Италии до 19 лет, дебютировав 25 апреля 2006 года в матче против Словакии. Она выступала в квалификации чемпионата Европы 2006 года в Швейцарии, куда Италия не пробилась в итоге, а также была капитаном сборной на чемпионате Европы 2008 года во Франции. Именно во Франции итальянки одержали победу и завоевали титул чемпионок Европы впервые в своей истории, а Сара получила приз лучшего игрока турнира. Официальный дебют за основную сборную состоялся в июне 2006 года в поединке против Украины (победа 2:1) в отборе на чемпионат мира 2007 года. Играла на чемпионатах Европы 2009 и 2013 годов.
В 2017 году окончила факультет иностранных языков и литературы в Университете Удине.

## Достижения
- Чемпионка Италии: 2015/16
- Обладательница Кубка Италии: 2015/16
- Победитель Суперкубка Италии: 2016
- Чемпионка Европы U-19: 2008